# William Kent
William Kent (Bridlington, Yorkshire, provavelmente em 1685 - Londres, 12 de abril de 1748) foi um arquiteto, pintor, paisagista e desenhista de interiores inglês. Foi um protegido e amigo de Burlington.

## Educação
Sua carreira começou como um pintor de placas que foi encorajado a estudar arte, design e arquitetura pelo seu chefe. Um grupo de homens de Yorkshire o enviaram a Roma, onde ele conheceu Thomas Coke, com quem ele fez um tour no norte da Itália no verão de 1714 ( o que levou Kent a preciar o estilo arquitetônico dos palácios de Andrea Palladio em Veneza), e Richard Boyle, que o levou de volta a Inglaterra em 1719.

## Trabalhos em arquitetura
Ele é lembrado como o principal arquiteto a reviver o estilo Palladiano na Inglaterra. Kent aplicou seu estilo em diversos prédios públicos de Londres, com a ajuda de Burlington. Essas construções foram inspiradas pela arquitetura de Rafael, Giulio Romano e Palladio. Entre as suas criações encontra-se o aspecto exterior de Holkham Hall, no Norfolk.

## Paisagismo
Como paisagista, Kent foi um dos criadores do Jardim Inglês, um stilo de jardinagem natural que revolucionou a construção de jardins. Seus projetos incluem Stowe, Buckinghamshire, designs para Alexandre Pope em Twickenham, para a Rainha Caroline em Richmond e em Rousham House, em Oxfordshire.
A única falha de Kent era a sua falta de conhecimento técnico de hortaliças, mas seu estilo de design naturalista foi uma grande contribuição para a história do paisagismo. Stowe e Rousham são seus trabalhos mais famosos. Em Rousham, Kent elaborou paredes e arcos para chamar a atenção do espectador, em Stowe ele utilizou de sua experiência italiana, particularmente com a ponte Palladiana. Em ambos Kent incorporou seu estilo naturalista.

## Designer de móveis
Os móveis que desenhava complementavam seus interiores: ele desenhou móveis para o Hampton Court Palace (1732), Devonshire House em Londres e para Rousham. O móvel que desenhou para Frederick, Príncipe do país de Gales ainda pode ser visto no Museu nacional marítimo de Greenwich.

## Lista de obras
Fonte:

### Trabalho doméstico
- Wanstead House (projetado por Colen Campbell), decoração de interiores (1721-1724)
- Burlington House, Londres, decoração de interiores (c.1727)
- Chiswick House, Londres, interiores e móveis (c.1726–1729)
- Houghton Hall, interiores e móveis (c.1726–31) e estábulos (c.1733-5)
- Ditchley, Oxfordshire (projetado por James Gibbs ), interiores (c.1726)
- Sherborne House, Gloucestershire, desenhos de móveis (1728)
- Stowe House, interiores e edifícios de jardim (c.1730 a 1748)
- Villa de Alexander Pope, projetos para edifícios de jardim (c.1730) demolidos
- Richmond Gardens, prédios de jardins de 1730 a 1735, demolidos
- Stanwick Park (atribuído), remodelado e interiores (c.1730–40)
- Raynham Hall, interiores e móveis (c.1731)
- Kew House (1731–35), demolido em 1802
- Esher Place, (c.1733), demolido
- Shotover House, Obelisco, templos octogonais e góticos (1733)
- Holkham Hall, com conde de Burlington e conde de Leicester executado por Matthew Brettingham (1734–1765)
- Devonshire House incluindo mobília (1734–35), demolida em 1924–5
- Easton Neston, projetou lareiras (1735)
- Aske Hall (atribuído), templo gótico (1735)
- Claremont Garden, edifícios do jardim (1738), apenas o templo abobadado na ilha no lago sobrevive
- Rousham House, adição de alas e paisagismo dos jardins e edifícios do jardim (1738-1741)
- Badminton House, remodelação da frente norte, interiores (c.1746–1748)
- Worcester Lodge em Badminton House, incluindo gesso interior (1746)
- 22 Arlington Street, Londres (1741-1750), concluída após a morte de Kent por Stephen Wright
- 44 Berkeley Square, Londres (1742-1744)
- 16 St. James Place, Londres no início (década de 1740) demolida 1899-1900
- Oatlands Palace, edifício jardim (c.1745), demolido
- Euston Hall, Suffolk (1746)
- Wakefield Lodge, Northamptonshire (c.1748–1750)

### Edifícios públicos e comissões reais
- Chiesa di San Giuliano dei Fiamminghi, teto pintado (c.1717)
- York Minster, pavimento de mármore (1731-1735)
- Royal Mews (1731–33), demolido em 1830
- Royal State Barge (1732)
- Palácio de Hampton Court, porta de entrada em Clock Court e quartos para o duque de Cumberland (1732)
- Palácio de Kensington, interiores, incluindo Cupola Room e vários murais e tetos pintados (1733–35)
- antigo edifício do Tesouro Whitehall (1733-1737)
- St James's Palace, a biblioteca (1736-1737), demolida
- Westminster Hall, biombo gótico encerrando tribunais de justiça (1738–39), demolido c.1825
- York Minster, púlpito gótico e mobília do coro (1741), removido
- Catedral de Gloucester, tela de coro gótica (1741), removida em 1820
- Guardas Montados (1750–59)

### Memoriais da igreja
- Catedral de Chester, para John & Thomas Wainwright
- Henry VII Lady Chapel, para George Monck, 1º Duque de Albemarle (1730)
- York Minster, para Thomas Watson Wentworth (1731)
- Abadia de Westminster para Sir Isaac Newton, esculpida por John Michael Rysbrack (1731)
- Igreja de Kirkthorpe, para Thomas e Catherine Stringer (1731–1732)
- Capela do Palácio de Blenheim, para John Churchill, 1º Duque de Marlborough, esculpida por John Michael Rysbrack (1733)
- Abadia de Westminster, para James Stanhope, 1º Conde Stanhope (1733)
- Abadia de Westminster, para William Shakespeare, esculpida por Peter Scheemakers (1740)
- Ashby-de-la-Zouch, para Theophilus Hastings, 9º Conde de Huntingdon (1746)